# Estadio Nou Pla
El Estadio Nou Pla es el estadio del Villajoyosa CF, equipo que milita en la tercera división de la Liga Española de Fútbol (temporada 2020-21)
Sus instalaciones cuentan con adelantos técnicos y en las mismas entrena y juega el Villajoyosa Club de Fútbol. 
- Parcela de 10 780 m²
- Campo de fútbol de 108 × 71 metros y un terreno de juego de 103 × 65 metros (césped artificial)
- Capacidad para 2000 personas sentadas, un pequeño graderío con capacidad para 145 personas, una zona reservada para minusválidos con capacidad para 20 personas y además admite en el pasillo lateral y el fondo a 600 personas aproximadamente.
- Sistema de riego por cañones, 6 dispuestos fuera del terreno de juego, 1 en cada uno de los córneres, 1 en el centro del campo y en cada una de las bandas.
- 6 torres de iluminación de 28 metros donde se han instalado 108 proyectores de 2000 W cada uno.

- Datos: Q5490805